# Сідар-Спрінгс (Джорджія)
Сідар-Спрінгс (англ. Cedar Springs) — переписна місцевість (CDP) в США, в окрузі Ерлі штату Джорджія. Населення — 75 осіб (2020).

## Географія
Сідар-Спрінгс розташований за координатами 31°11′14″ пн. ш. 85°1′57″ зх. д. / 31.18722° пн. ш. 85.03250° зх. д. (31.187305, -85.032441).  За даними Бюро перепису населення США в 2010 році переписна місцевість мала площу 7,71 км², уся площа — суходіл.

## Демографія
Згідно з переписом 2010 року, у переписній місцевості мешкали 74 особи в 33 домогосподарствах у складі 19 родин. Густота населення становила 10 осіб/км².  Було 53 помешкання (7/км²).
Расовий склад населення:
| - 90,5 % — білих - 8,1 % — чорних або афроамериканців - 1,4 % — корінних американців |

До двох чи більше рас належало 0,0 %. Частка іспаномовних становила 1,4 % від усіх жителів.
За віковим діапазоном населення розподілялося таким чином: 20,3 % — особи молодші 18 років, 66,2 % — особи у віці 18—64 років, 13,5 % — особи у віці 65 років та старші. Медіана віку мешканця становила 43,5 року. На 100 осіб жіночої статі у переписній місцевості припадало 94,7 чоловіків;  на 100 жінок у віці від 18 років та старших — 103,4 чоловіків також старших 18 років.
Цивільне працевлаштоване населення становило 22 особи. Основні галузі зайнятості: публічна адміністрація — 54,5 %, фінанси, страхування та нерухомість — 45,5 %.